# Desa Truko (administrativ by i Indonesien, lat -7,27, long 110,57)
Desa Truko är en administrativ by i Indonesien.   Den ligger i provinsen Jawa Tengah, i den västra delen av landet, 400 km öster om huvudstaden Jakarta.